# 矢車草 (みんなのうた)
「矢車草」（やぐるまそう）は、日本の楽曲。1974年6月 - 7月に、NHKの音楽番組「みんなのうた」で放送された。作詞：名取和彦、作曲：湯山昭、歌：芹洋子。

## 概要
- 歌詞では、ヤグルマギク（別名がヤグルマソウ）を通して、花の咲く季節である初夏の情景や想い出を懐かしむように歌っている。
- みんなのうたの映像は、ソフトフォーカスの実写で、ヤグルマギクの花畑と女性、鉄道が走っていく様子などが映したもの。
- 1974年6月 - 7月の放送後に、映像・音源共に失われてしまい、長らく放送ができなかった。しかし、2011年に始まった「みんなのうた発掘プロジェクト」により、映像・音源が発見され、2012年3月17日放送の「みんなのうた発掘スペシャルVOL.2」にて、38年ぶりに放送された。映像・音源を提供したのは作曲者の湯山昭である。
- キングレコードから発売された『みんなのうた』関連のLP・CDに、歌い手の異なるカバー版が収録されている。